# HTC Touch Diamond2
HTC Touch Diamond2 (кодовое имя HTC Topaz, модельный индекс HTC T5353) — коммуникатор, разработанный Корпорацией HTC, является преемником популярного HTC Touch Diamond. Также известен под кодовым именем HTC Topaz.
Устройство работает под управлением Windows Mobile 6.1, с возможностью обновления до версии 6.5. Это первое устройство, на которое будет установлена обновлённая версия фирменной оболочки от HTC — HTC Sense (TouchFlo 3D 2).
Коммуникатор был представлен корпорацией HTC на февральском Mobile World Congress 2009 в Барселоне. Начало продаж аппарата было анонсировано на второй квартал 2009 года.
Начало продаж коммуникатора в США запланировано на 6 октября 2009 года, где он будет продаваться компанией AT&T под названием HTC Pure (кодовое имя HTC Citrine) и в отличие от европейского варианта с 5 мегапиксельной камерой, будет оснащён камерой лишь в 3.2 мегапикселя. Продажи незаблокированного, то есть не привязанного к работе в сети конкретного оператора сотовой связи, HTC Touch Diamond 2 в Великобритании начались 15 апреля, а в Сингапуре 16 апреля 2009 года. В России модель поступила в продажу в мае 2009 года.

## Аппаратные средства
В Touch Diamond 2 используется резистивный сенсорный экран диагональю 3.2" со специальной полоской увеличения, расположенной ниже экрана и предназначенной для увеличения изображений, изменения масштаба страницы в браузере и пр. Устройство стало толще своего предшественника на 0.054 см. Теперь его толщина составляет 1.37 см. Зато коммуникатор обладает значительно большим экраном с лучшей разрешающей способностью (WVGA, а не VGA).
Пользователи HTC Touch Diamond жаловались на низкое время работы аккумулятора. На Mobile World Congress 2009 президент HTC Питер Чоу объявил, что у Touch Diamond 2 время работы от аккумулятора будет на 50 % больше. Камера была улучшена с 3.2 Мп до 5 Мп. В устройстве также можно будет использовать расширяемую память, это означает, что пользователи смогут вставить свои собственные microSD карты, вместо того, чтобы пользоваться только внутренней памятью аппарата. В HTC Touch Diamond2 используется акселерометр для вращения экрана и датчик автоматической регулировки подсветки экрана. HTC не стала оснащать модель датчиком приближения, который будет, однако, использоваться во флагманской модели корпорации HTC Touch Pro2.

## Портирование других операционных систем
На данный момент на HTC Touch Diamond2 подтверждена работа следующих ОС:
- Windows Mobile(коммуникатор поставляется с Windows Mobile 6.5)
- Android — возможно использование одним способом — запуск из Windows Mobile, разработки полноценной Android ОС прекращены.

Запуск Android возможен только с помощью программы HaRET.